# Thongloun Sisoulith
Thongloun Sisoulith (tiếng Lào: ທອງລຸນ ສີສຸລິດ, đọc như Thoong-lun Xi-xu-lít  sinh ngày 10 tháng 11 năm 1945) là một chính trị gia Lào. Ông hiện là Tổng Bí thư Đảng Nhân dân Cách mạng Lào, Chủ tịch nước Cộng hòa Dân chủ Nhân dân Lào.
Ông trở thành Phó Thủ tướng và Chủ tịch Ủy ban Kế hoạch Quốc gia ngày 27 tháng 3 năm 2001, và sau đó ông được chỉ định làm Ngoại trưởng thay thế ông Somsavat Lengsavad ngày 8 tháng 6 năm 2006. Ông là Ủy viên Bộ Chính trị Đảng Nhân dân Cách mạng Lào khóa VII, VIII, IX, X, XI (từ 2001-nay).

## Tiểu sử
Sisoulith sinh ngày 10/11/1945 tại tỉnh Hủa Phăn của Lào và từng theo học trường Cao đẳng Sư phạm Neo Lao Hak Sat (Mặt trận Lào yêu nước) ở Hủa Phăn từ 1962 đến 1969.
Sau đó, ông tiếp tục học tại Liên Xô, năm 1978, ông tốt nghiệp khoa triết học của Học viện sư phạm Alexander Herzen Nhà nước Leningrad, và năm 1984 nhận bằng tiến sĩ tại Viện Hàn lâm Khoa học xã hội thuộc Ủy ban Trung ương Đảng Cộng sản Liên Xô.
Ông là Thứ trưởng Bộ Ngoại giao từ 1987 đến 1992, Bộ trưởng Bộ lao động và Xã hội từ 1993 đến 1997 và là thành viên của Quốc hội từ 1998 đến 2000. Từ năm 1997 đến 2001, ông là chủ nhiệm ủy ban về các vấn đề quốc tế Quốc hội, từ 2001 đến 2006 là Chủ tịch Ủy ban kế hoạch và đầu tư nhà nước và ủy ban năng lượng;
Ông là Ủy viên Trung ương Đảng từ 1991 đến 2001, từ 2001 ông là Ủy viên Bộ Chính trị Đảng Nhân dân Cách mạng Lào.
Phó Thủ tướng Lào (2001-2016). Bộ trưởng Bộ Ngoại giao Lào (2006-2016).
Ngày 20/4/2016 được bầu làm Thủ tướng Lào.
Ngày 15/1/2021 được bầu làm Tổng Bí thư Ban Chấp hành Trung ương Đảng Nhân dân Cách mạng Lào.
Ngày 22/3/2021 được Quốc hội bầu làm Chủ tịch nước Lào.
Ngoài tiếng Lào bản xứ, ông còn nói được tiếng Việt, tiếng Anh và tiếng Nga.

## Huân huy chương
- Huân chương José Martí (Cuba)
- Huân chương Sao vàng (Việt Nam)
- Huân chương Hồ Chí Minh (Việt Nam)
- Đại thập tự Huân chương Dân sự Xuất sắc (Tây Ban Nha)
- Đại thập tự Huân chương trắng Thập tự Quân công (Tây Ban Nha)
- Huân chương Mặt trời mọc bậc nhất (Nhật Bản)
- Chữ thập đặc biệt Huân chương voi trắng (Thái Lan)
- Huân chương Ngôi sao Cộng hòa Indonesia bậc nhất (Indonesia).
- Đại thập tự Huân chương Orange-Nassau (Hà Lan)
- Huân chương Thánh Michael và George (Anh)
- Đại thập tự Huân chương Santiago (Bồ Đào Nha)
- Đại thập tự Huân chương Mặt trời Peru (Peru)
- Đại thập tự Huân chương Lakandula (Philippines)
- Đại thập tự Huân chương Sư tử trắng (Cộng hòa Séc)
- Đại thập tự Huân chương Nam Thập tự (Brazil)
- Huân chương Hữu nghị (Nga)
- Vào ngày 5 tháng 10 năm 2015, ông đã được trao Huân chương Vàng danh dự của Quỹ Hòa bình Nga vì Bảo vệ Hòa bình và các hoạt động từ thiện.